# Elaeocarpus philippinensis
Elaeocarpus philippinensis là một loài thực vật có hoa trong họ Côm. Loài này được Warb. mô tả khoa học đầu tiên năm 1904.